# Напівметали
Напівметали або метало́їди (рос. металлоиды, англ. metalloids, нім. Metalloide n pl, Nichtmetalle n pl) — елементи періодичної таблиці хімічних елементів, кристали яких мають властивості, проміжні між властивостями металів і властивостями напівпровідників.
Електропровідність напівметалів скінченна при низьких температурах, чим вони відрізняються від напівпровідників. Проте при підвищенні температури вона зростає, чим відрізняється від електропровідності металів. Така поведінка пояснюється тим, що в зонній структурі напівметалів немає забороненої зони. Рівень Фермі лежить в області, де сусідні зони перекриваються. Тому навіть при низьких температурах існує скінченна концентрація вільних електронів, які можуть переносити струм. При підвищенні температури рівень хімічного потенціалу електронів зміщується в область енергій, де густина станів вища. Цим пояснюється зростання провідності при вищих температурах.
Напівметалами вважаються:
- Бор (B)
- Арсен (As)
- Стибій (Сурма) (Sb)
- Телур (Te)
- Полоній (Po)

Іноді до напівметалів відносять також германій і графіт.